# Igrzyska Małych Państw Europy 2011
14. Igrzyska Małych Państw Europy – multidyscyplinarne zawody sportowe, które odbywały się od 30 maja do 4 czerwca 2011 w Liechtensteinie.
Zawodnicy z dziewięciu małych krajów, w których gronie pierwszy raz w historii znalazła się Czarnogóra, rywalizowali w dziewięciu sportach. Impreza rozgrywana była w miastach na terenie całego Liechtensteinu.

## Dyscypliny
| - Judo - Kolarstwo - Kolarstwo górskie - Lekkoatletyka - Piłka siatkowa | - Pływanie - Strzelectwo - Squash - Tenis stołowy - Tenis ziemny |
|                                                                         |                                                                  |

## Klasyfikacja medalowa
| Miejsce | Kraj          | Złoto | Srebro | Brąz | Razem |
| 1       | Cypr          | 32    | 30     | 20   | 82    |
| 2       | Luksemburg    | 30    | 15     | 27   | 72    |
| 3       | Islandia      | 20    | 23     | 25   | 68    |
| 4       | Malta         | 8     | 12     | 9    | 29    |
| 5       | Liechtenstein | 6     | 10     | 11   | 27    |
| 6       | Monako        | 6     | 9      | 14   | 29    |
| 7       | Czarnogóra    | 4     | 2      | 2    | 8     |
| 8       | Andora        | 3     | 7      | 5    | 15    |
| 9       | San Marino    | 3     | 4      | 11   | 18    |